# Antoni Grabowski (esperantysta)

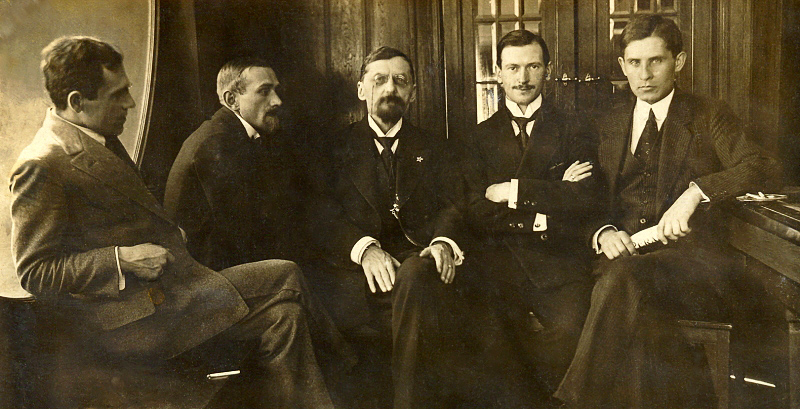
Antoni Grabowski (w środku) w gronie polskich poetów esperanckich, 1921 r.

Antoni Grabowski (ur. 11 czerwca 1857 we wsi Nowe Dobra, zm. 4 lipca 1921 w Warszawie) – polski inżynier chemik, publicysta, tłumacz i działacz esperancki.
Był nauczycielem języka esperanto oraz prelegentem i organizatorem. Od 1908 roku pełnił funkcję prezesa Polskiego Związku Esperantystów. Był współtwórcą Akademio de Esperanto, w której kierował Sekcją Gramatyki. Opracował Słownik Języka Esperanto (1910).
Przełożył na esperanto m.in. „Pana Tadeusza” Adama Mickiewicza, „Halkę”, pieśni i arie, „Mazepę” Juliusza Słowackiego i dwie antologie poezji, m.in. „El parnaso de popoloj” („Z Parnasu narodów”), zawierająca przekłady z 30 języków.

## Życiorys

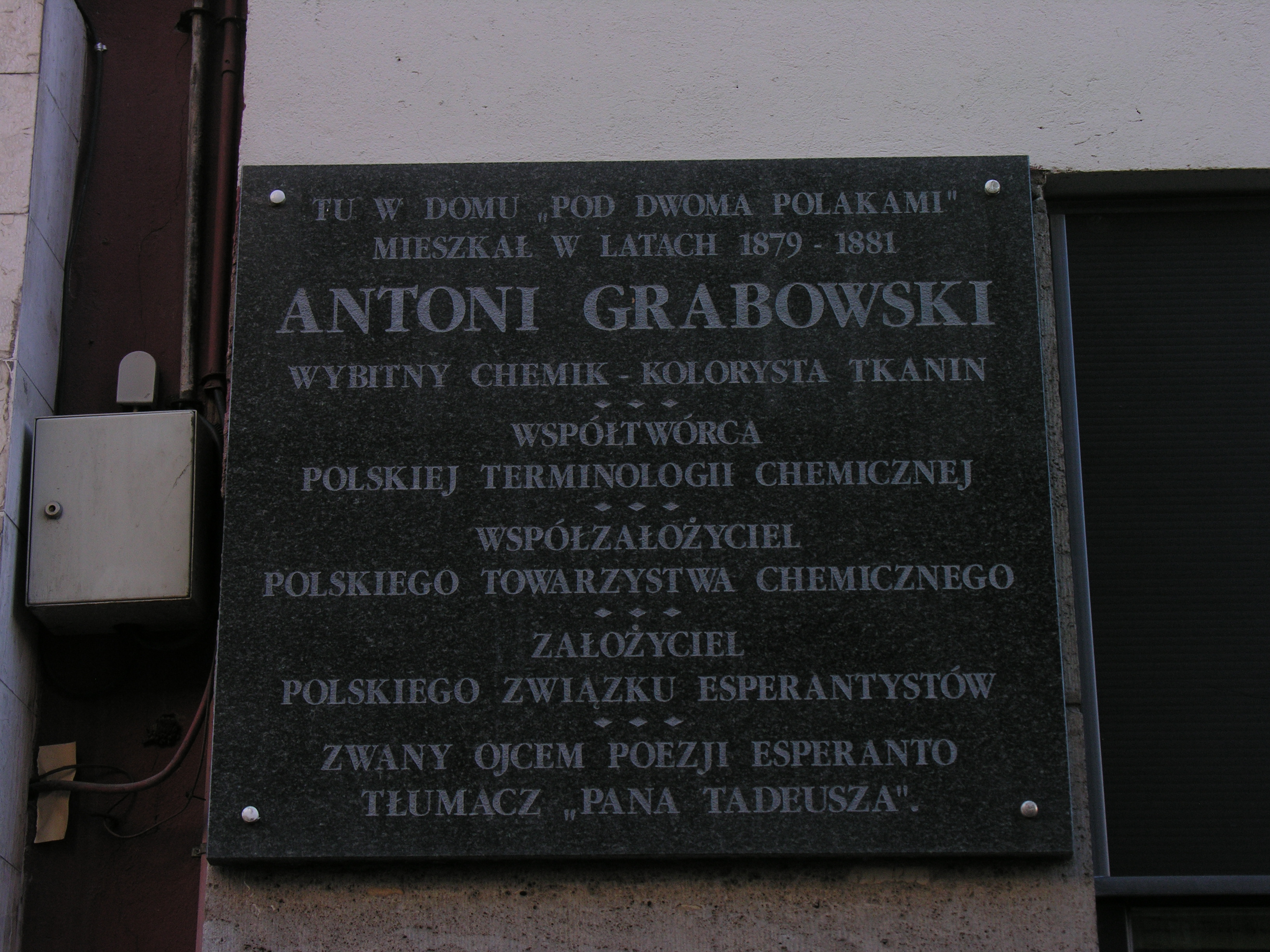
Tablica ku czci Antoniego Grabowskiego we Wrocławiu

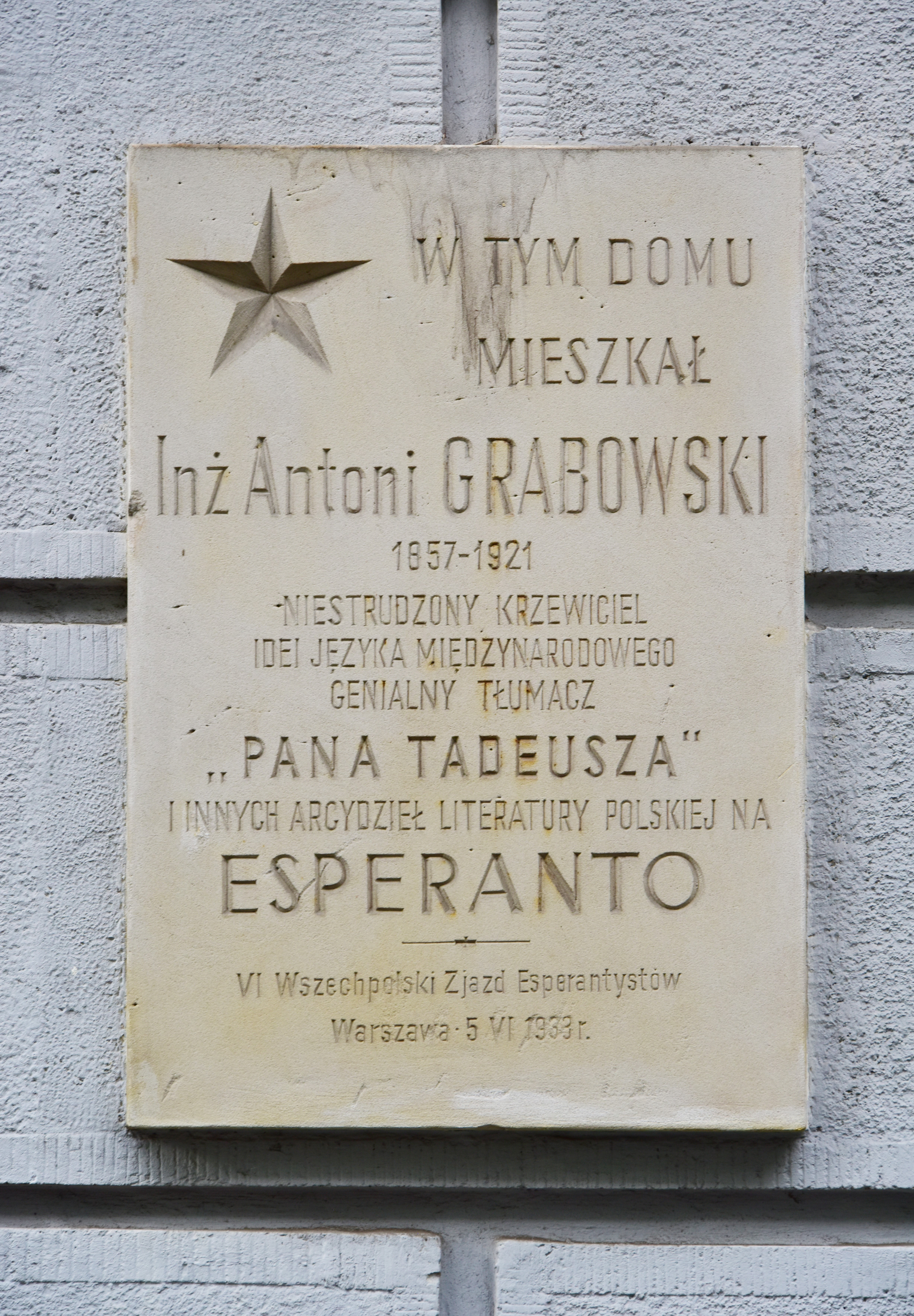
Tablica upamiętniająca Antoniego Grabowskiego przy ul. Hożej 42 w Warszawie

Szkołę początkową ukończył w Toruniu. Potem uczęszczał do Gimnazjum im. Mikołaja Kopernika. W latach 1879–1882 studiował chemię na Uniwersytecie Wrocławskim. Jako inżynier chemik pracował w Zawierciu oraz w Czechach i na Morawach. Ponieważ specjalizował się w farbiarstwie w 1887 roku, wyjechał do Iwanowo-Wozniesieńska w Rosji, gdzie przez 10 lat pracował w zakładach tekstylnych Paluszyna i Dierbienjewa. W 1898 roku wrócił do kraju i zamieszkał w Warszawie. Jego wnukiem jest Zbigniew Antoni Kruszewski, powstaniec warszawski i politolog związany z University of Texas w El Paso.

## Esperanto i twórczość literacka
Zainteresowanie literaturą pojawiło się u Antoniego Grabowskiego już podczas studiów uniwersyteckich. W tym czasie został on aktywnym członkiem Towarzystwa Literacko-Słowiańskiego. Grabowski nie zajmował się jednak wyłącznie polszczyzną i jej dorobkiem literackim – krok po kroku przyswoił sobie także 9 języków na poziomie zaawansowanym, a kolejne 15 rozumiał.
Pierwszym sztucznym językiem, z którym zapoznał się Grabowski był Volapük. Podczas spotkania i rozmów z Johannem Martinem Schleyerem, autorem tego projektu językowego, okazało się, że nawet twórca Volapük nie włada nim biegle, z czego Grabowski wyciągnął wniosek, że język ten nie nadaje się do codziennej komunikacji.
W 1887 przestudiował wydaną wtedy broszurę Język międzynarodowy. Przedmowa i podręcznik kompletny autorstwa Ludwika Zamenhofa, który podpisał się pseudonimem Dr. Esperanto. Zamenhof przedstawił w niej swój projekt nowego języka międzynarodowego, który od jego pseudonimu został nazwany esperantem. Grabowskiego zafascynowała logiczna struktura tegoż języka oraz szybka do uzyskania łatwość wyrazu. Podróż do Warszawy i spotkanie z Zamenhofem doprowadziły do pierwszej rozmowy w tym języku.
Po spotkaniu z twórcą esperanta Grabowski wyznaczył sobie jako cel przetłumaczenie ważniejszych dzieł literatury światowej na ten język. W 1888 ukazało się jego tłumaczenie opowiadania Aleksandra Puszkina pt. Zamieć, w 1889 r. – Die Geschwister autorstwa Johanna Wolfganga von Goethego i inne.
Na początku lat 90. XIX stulecia Grabowski wyraził swe niezadowolenie zbyt powolnym rozprzestrzenianiem się esperanta. Powodem była jego zdaniem niedoskonałość tego języka. Nawoływał do wprowadzenia stosownych zmian. Podczas głosowania nad reformą esperanto w 1894 odrzucił zgłoszone propozycje i trzymał się odtąd podstawowych zasad językowych zawartych w Fundamento de Esperanto.
Grabowski piastował stanowisko przewodniczącego w istniejącym od 1904 r. Warszawskim Związku Esperantystów, przekształconym w 1908 w Polski Związek Esperantystów. Od tego samego roku pełnił funkcję dyrektora sekcji gramatycznej w Akademii Esperanta.
W latach 1908–1914 Grabowski prowadził w kilku warszawskich szkołach kursy tego języka. W 1908 opublikował artykuł o szczególnym znaczeniu esperanto jako języka przygotowawczego (propedeutyka) w nauce języków obcych. Na konkretnych przykładach pokazał, jak nauka tego języka poprzedzająca kursy francuskiego i łaciny przyspiesza naukę tych języków.
Antologia Z Parnasu narodów z roku 1913 zawiera 116 wierszy i poematów, reprezentujących 30 języków i kultur – w sumie 6 wierszy autorstwa Grabowskiego stworzonych oryginalnie w języku esperanto i 110 tłumaczeń na ten język.
Kiedy wybuchła pierwsza wojna światowa rodzina Grabowskiego wyemigrowała do Rosji, natomiast on – z powodów zdrowotnych – pozostał w Warszawie. Tam też przetłumaczył Pana Tadeusza. W czasie wojny, chronicznie chory na serce i bez wystarczających środków finansowych, nie był w stanie opłacić kosztów leczenia. Po wojnie, gdy do Warszawy powróciła jego rodzina, był niemal w stanie całkowitego wycieńczenia.
Działalność na rzecz esperanto kontynuował do śmierci na zawał serca w 1921. Został pochowany na cmentarzu Powązkowskim w Warszawie (kwatera Ł-5-25/26).

## Upamiętnienie
- W 1933 roku na frontowej ścianie kamienicy przy ul. Hożej 42, w której mieszkał, odsłonięto tablicę pamiątkową. Jej kopia została odsłonięta w 1988 roku[4].
- We Wrocławiu w 2003 roku przy ul. Kuźniczej 44 (w XIX wieku Schmiedebrücke) została odsłonięta tablica ufundowana przez mieszkającego w USA profesora historii i politologii Zbigniewa Kruszewskiego. Antoni Grabowski mieszkał w kamienicy Pod Dwoma Polakami w latach 1879-1892[5].
- Z okazji przypadającej setnej rocznicy wystawienia we Lwowie „Halki” Moniuszki w języku esperanto, wrocławscy esperantyści ogłosili na Dolnym Śląsku rok 2012 rokiem Antoniego Grabowskiego, autora przekładu[1].

## Twórczość

### Wybrane teksty
- Al la semanto
- Jubilea kantato
- La reveno de l’ filo
- La tagiĝo
- Saluto el Varsovio
- Sur unu kordo

### Wybrane tłumaczenia
Popolkantoj (Piosenki)
Adam Asnyk:
Ĉielarka fabelo
Vana plendo
Leo Belmont:
Kanto pri vento
Kazimierz Brodziński:
Laboru
Piotr Dalman:
En la valo neĝa vento
Stanisław Jachowicz:
Fabletoj por infanoj
Józef Jankowski:
Vi estas kiel aŭroro
Maria Konopnicka:
Al la virino
Kiam iris reĝo
Sur la Jungfrau
Józef Kotarbiński:
Averto
Ignacy Krasicki:
Konsilo
Zygmunt Krasiński:
Al la virino
Antoni Lange:
Libroj de profetoj
Teofil Lenartowicz:
La viburno
Antoni Malczewski:
Kozako en stepo
Adam Mickiewicz:
Sinjorino Twardowska
Sinjoro Tadeo
Tri Budrisoj
Antoni Edward Odyniec:
Anĝelet’ aŭ diableto
Zygmunt Różycki:
Prometeo
Juliusz Słowacki:
En Svisujo
Himno dum subiro de l’ suno sur maro
Patro de pestuloj en El-Arish
Kazimierz Tetmajer:
De kiam estos vi edzino
Włodzimierz Wolski:
Bruas pinoj sur deklivo – ario el la opero „Halka”
Kial en horo soleca – ario el la opero „Halka”
Kiel rompita vente arbeto – ario el la opero „Halka”
Supren flugi volus mi – ario el la opero „Halka”
Józef Bohdan Zaleski:
Svatita junulino
Narcyza Żmichowska:
Ensorĉita rondo
La destino